# Midnight Gold
«Midnight gold» —en español: «Oro de medianoche»— es una canción compuesta por Kote Kalandadze y Thomas G:son, e interpretada en inglés por Nika Kocharov & Young Georgian Lolitaz. La canción ganó el Premio Marcel Bezençon en la categoría de compositores. Fue elegida para representar a Georgia en el Festival de la Canción de Eurovisión de 2016 mediante una elección interna.

## Festival de Eurovisión

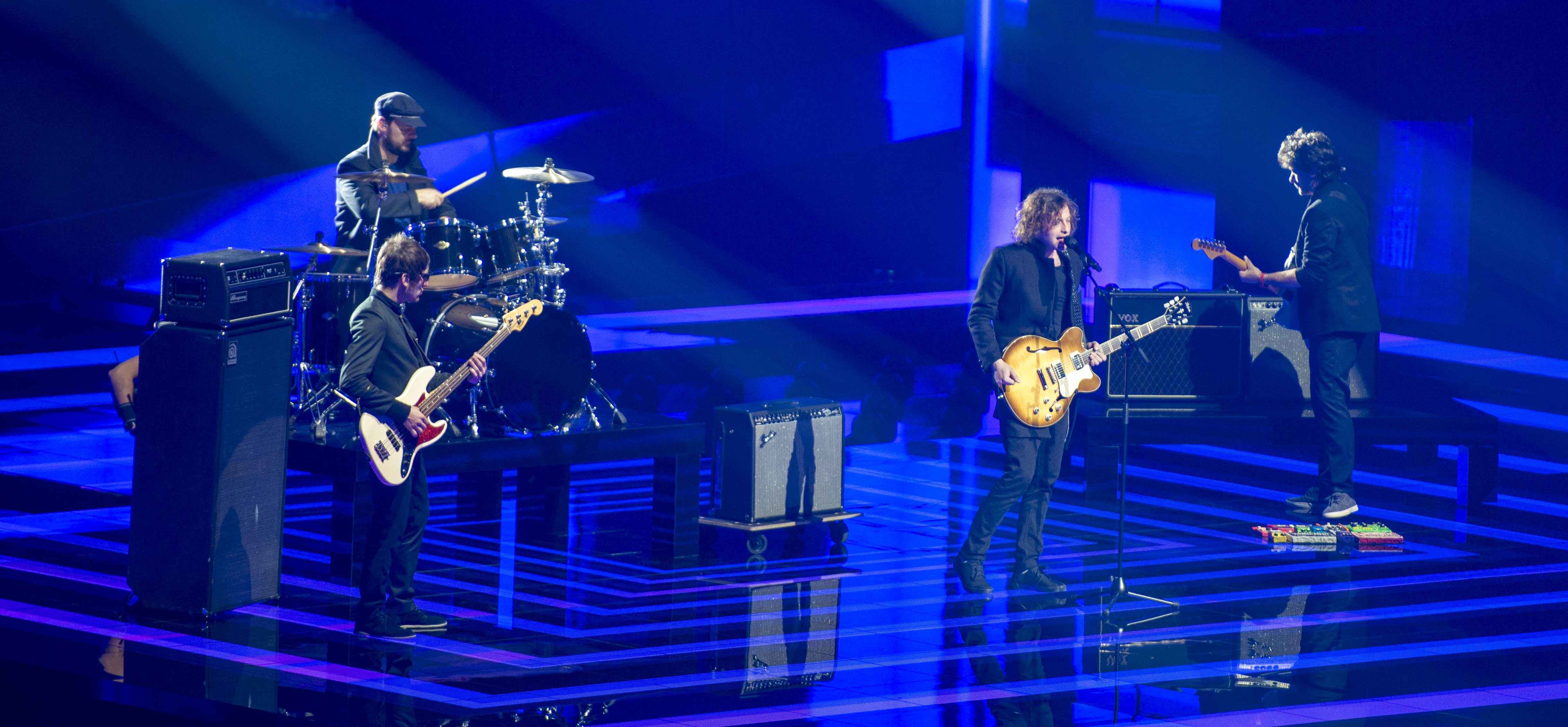
Nika Kocharov & Young Georgian Lolitaz interpretando la canción durante el Festival de la Canción de Eurovisión 2016.

### Elección interna
La Radiodifusión Pública de Georgia (GPB) anunció que se abriría un plazo de presentación para las canciones entre el 15 de diciembre de 2015 hasta el 8 de enero del año siguiente. La emisora buscó canciones que encajaran en el estilo de los artistas seleccionados, ya que Nika Kocharov & Young Georgian Lolitaz había sido previamente elegido; «estructura de la canción melódica de rock alternativo e indie con pulso electrónico, sintetización y/o muestras, y orientación club a la música post-disco dance». Más de 100 canciones se recibieron al terminar el plazo. Una comisión experta seleccionó las cinco mejores canciones de las recibidas. Estas se presentaron al público el 3 de febrero de 2016 mediante el programa de GPB Komunikatori. El público pudo votar su canción favorita entre el 4 y 5 de febrero mediante televoto gratis y voto por internet. El 15 de ese mes, la canción ganadora se determinó en Komunikatori, donde los votos de un jurado internacinoal se combinaron con los resultados del televoto público. El jurado internacional consistió de Andy Mikheev (periodista, experto de Eurovisión), Christer Björkman (productor del Festival de la Canción de Eurovisión 2016), Sasha Jean Baptiste (directora de escenificación) y Marvin Dietmann (coreógrafo). 

### Festival de la Canción de Eurovisión 2016
Esta canción fue la representación georgiana en el Festival de la Canción de Eurovisión 2016.
El 25 de diciembre de 2016, se organizó un sorteo de asignación en el que se colocaba a cada país en una de las dos semifinales, además de decidir en qué mitad del certamen actuarían.
Así, la canción fue interpretada en 16º lugar durante la segunda semifinal, celebrada el 12 de mayo de ese año, precedida por Noruega con Agnete Johnsen interpretando «Icebreaker» y seguida por Albania con Eneda Tarifa interpretando «Fairytale». Durante la emisión del certamen, la canción fue anunciada entre los diez temas elegidos para pasar a la final, y por lo tanto cualificó para competir en esta. La canción había quedado en noveno puesto de 18 con 123 puntos.
Días más tarde, durante la final celebrada el 14 de mayo de 2016, la canción fue interpretada en 23.er lugar, precedida por Malta con Ira Losco interpretando «Walk on water» y seguida por Austria con Zoë interpretando «Loin d'ici». Finalmente, la canción quedó en vigésimo puesto con 104 puntos.